# Rhaphidophora falcata
Rhaphidophora falcata Ridl. – gatunek wieloletnich, wiecznie zielonych pnączy z rodziny obrazkowatych, pochodzących z Tajlandii do Półwyspu Malajskiego, zasiedlających lasy deszczowe. Komórki tych roślin posiadają 60 chromosomów tworzących 30 par homologicznych.